# Láresztán megye

Fársz tartomány megyéinek elhelyezkedése

Láresztán megye (perzsául: شهرستان لارستان) Irán Fársz tartománynak egyik déli megyéje az ország nyugati részén. Északnyugaton Kir és Kárzin megye, északon Dzsahrom megye és Zarrindast megye, északkeleten Dáráb megye, keleten Kermán tartomány, délen Hormozgán tartomány, nyugaton Lámerd megye, Gerás megye és Hondzs megye határolják. Székhelye az 55 000 fős Lár városa. A megye lakossága 223 235 fő. A megye további hat kerületre oszlik: Központi kerület, Bedzsrám kerület, Eváz kerület, Bánáruidzse kerület, Száhradzs Bag kerület és Judzsom kerület.

## Fordítás
- Ez a szócikk részben vagy egészben  a   Larestan County című angol Wikipédia-szócikk ezen változatának fordításán alapul.  Az eredeti cikk szerkesztőit annak laptörténete sorolja fel. Ez a jelzés csupán a megfogalmazás eredetét és a szerzői jogokat jelzi, nem szolgál a cikkben szereplő információk forrásmegjelöléseként.